# Класично право
Период у развоју римског права који се назива "класичним" обухвата последња два века републике и цео период принципата. Оно што тај период чини јединственим је процес трансформације римског права који почиње у време пунских ратова и завршава се током принципата.
Зато се период класичног права редовно дели на два ужа периода - доба стварања и доба сређивања новог римског права.

## Књиге:[2]
- Уџбеници (instutuones, elementa) – учење о основном ( Гајеве „Институције“)
- Regulae – прегледи основних  правних правила ( Ултија)
- Digesta – обимнији радови енциклопедијског карактера, обухватали целокупно право (Јустинијанова Дигеста)
- Sententiae – слично дигестима, само сажетије, правне мисли (правник Павле)
- Libri ad edictum – зборници преторског права
- Libri ad Sabinum – зборници грађанског/цивилног права
- Notae – правне белешке или примедбе о радовима других правника
- Responsa (epistulae) – скупљени одговори јуриспрудента у један зборник, правна мишљења
- Disputationes – забелешке о дискусијама учитеља и ученика у правним школама

## Извори класичног права[2]

### Leges (закони)
Период републике је донео интензивну законодавну активност сената. Скупштина је радила до 96. године. Било који јавни функционер могао је да иницира доношење закона (contido – иницијатива) – магистрат је најпре организовао јавну расправу на неформалном скупу грађана.

### rogatio
Целокупан текст закона одобрава сенат.
Текст закона има три дела:
- Prescriptio – наводи се име или имена магистрата предлагача по којима закон добија назив, уводни део, мотивациони део
- Rogatio – предлог, главни део, сам текст закона
- Sanctio – последице у случају непоштовања закона

### Senatus consulta –одлуке сената
Сенатске одлуке су одбијале назив по имену предлагача, обично магистрата. Пораст њигове улоге и решења која су доносиле почивали су на вољи принцепса да своје намере остварује посредством неке традиционалне форме, уместо да користи своја непосредна овлашћења. Крајем II века смањене су формалности овог сенатског посредовања – принцепсова одлука је само саопштавана сенату, у облику „говора“, и тиме се сматрала усвојеном. За такве „сенатске одлуке“ је коришћен назив oratio, са додатком имена владара ( Oratio Marci)

### Constitutiones principium (принцепсове одлуке)
Период принципата када слаби надлежност скупштине и сената, принцепс постаје паралелни извор права.
Пошто нема законодавну власт, принцепс не може сам да мења законе, чак мора да их поштује као појединац, „први грађанин“, осим онда када је посебном законском одредбом тога ослобођен (princeps legibus solutus).
Врсте принцепсових одлука: 

### Edicta(едикти)
Принцепсови едикти се од других едиката разликују по томе што нису ограничени на период принцепсовог мандата (доживотног), већ остају на снази све док не буду укинути или измењени законом, сенатском одлуком или новим едиктом.

### Mandata(мандати)
Упутства за рад која је принцепс давао својим службеницима, али и магистратима које бира сенат.

#### Decreta (Декрети)
Декрети су различити појединачни акти, најважнији декрети су владарске пресуде: принцепс је као судија одлучивао уз помоћ севета (consilium principis) у чијем саставу су били угледни правници. Најпознатији декрет је decretum divi Marci.

#### Rescripta (Рескрипти)
Рескрипти јесу владареви одговори на молбе службеника и приватних лица.

### Edicta magistratuum (едикти магистрата али и претора)
Претор је у великој мери био одговоран за мењање правног система. Ius honorarium је преторско право, претор није законодавац, него организатор суђења који, за разлику од данашњих судова, има овлашћење да у извесној мери сам одређује услове под којима ће одобрити решавање спорова. Едикт је формално кодификован 131. године, Хадријан је дао налог Салвију Јулијану да обави редакцију текста едикта градског претора и курулских едила, а затим је сенатском одлуком та верзија проглашена непроменљивом (Edictum perpetuum - вечити едикт).

### Responsa
"Responsa" јесте привилегија за поједине правнике да "јавно дају мишљења на основу принцепсовог овлашћења" (ius publice respondendi ex auctoritate princips). Мишљења морају да буду писаног карактера и да буду снабдевана печатом. На тај начин су "responsa" привилегованих правника својства правног акта и правну снагу императорског рескрипта.